# Estrella binaria de reflexión
En astronomía se denomina binaria de reflexión a un tipo de estrella binaria variable en la cual la luz de la estrella más caliente es reflejada desde la estrella más fría, de manera que vemos el brillo realzado cuando la estrella más caliente se encuentra más cerca de nosotros. Típicamente, la amplitud de la variación varía entre 0,5 y 1 magnitud. Ya que las estrellas tienen que estar cerca la una de la otra para que este efecto sea realmente evidente, el sistema puede ser también una binaria eclipsante. Un ejemplo de esta clase de estrellas es KV Velorum.